# Pinta (ladja)
Pinta je bila najhitrejša od treh ladij, s katerimi se je Krištof Kolumb odpravil na pot proti (kakor je on mislil) Vzhodni Aziji, in njegova najljubša ladja. Iz te ladje je prvikrat zagledal Ameriko. To je bil verjetno otok Guanahani na severovzodnem robu Bahamov.

## Tehnični podatki
Pinta je bila karavela, ki je imela tri jambore in bila težka približno 60 ton. Iz česar lahko sklepamo, da je bila dolga približno 21 m in široka približno 7 m. Ugrez je znašal okoli 1,7 m in izpodriv 125 ton. Posadka je štela 26 mož, kapitan pa je bil Martín Alonso Pinzón.